# 헬리오스 (프로게이머)
헬리오스(본명: 신동진, 1993년 6월 20일 ~ )은 대한민국의 전직 리그 오브 레전드 프로게이머이다. 현재 게임해설자로 활동하고 있다. 선수 시절 Helios라는 아이디를 사용했다.

## 선수 시절
2011년 11월, CJ 엔투스 블레이즈에 입단하면서 프로 커리어를 시작했다. 리그 오브 레전드 더 챔피언스 스프링 2012 우승에 일조했다.
2013년 10월 5일, 형제팀인 CJ 엔투스 프로스트에서 뛰게 되었다.
2014년 2월, 나진 블랙 소드에 입단했다.
2014년 6월, 북미의 윈터 폭스에 입단했다.
2015년 6월, 팀 디그니타스에 이단했다.
2015년 11월 18일, 현역에서 은퇴했다.

## 은퇴 후
현역 은퇴 후 LCK 해설위원으로 활동했다.
2019년부터는 e스포츠 아카데미에서 LOL 강사로 근무했다.
2019년 5월 13일 군에 입대했다. 2020년 12월 12일, 군에서 제대했다.

## 소속팀
| # | 팀명               | 소속 기간             | 소속 리그 | 비고 |
| - | ------------------ | --------------------- | --------- | ---- |
| 1 | CJ 엔투스 블레이즈 | 2011.11~2013.10.05    | LCK       |      |
| 2 | CJ 엔투스 프로스트 | 2013.10.05~2014.01.29 | LCK       |      |
| 3 | 나진 블랙 소드     | 2014.02.05~2014.05.16 | LCK       |      |
| 4 | 원터 폭스          | 2014.06.12~2015.06.10 | LCS       |      |
| 5 | 팀 디그니타스      | 2015.06.09~2015.11.18 | LCS       |      |

## 수상 경력
- IEM 시즌 8 싱가포르 준우승 (CJ 엔투스 프로스트)
- 올림푸스 리그 오브 레전드 챔피언스 스프링 2013 준우승 (CJ 엔투스 블레이즈)
- IEM 시즌 7 월드 챔피언십 우승 (CJ 엔투스 블레이즈)
- IEM 시즌 7 카토비체 준우승 (아주부 블레이즈)
- MLG Fall 챔피언십 우승 (아주부 블레이즈)
- MLG 서머 아레나 우승 (아주부 블레이즈)
- 아주부 리그 오브 레전드 더 챔피언스 스프링 2012 우승 (MiG 블레이즈)